# 马格德堡区
马格德堡区（德語：Bezirk Magdeburg）是德意志民主共和国的一个区（Bezirk），行政中心为马格德堡。

## 历史
该区与其他东德的十三个区成立于1952年7月25日，替代了德国传统上的联邦州行政区划。1990年10月3日两德统一后，该区成为了萨克森-安哈尔特的一部分。

## 下分区划
该区下分22个县（Kreise）：计1个城市县（Stadtkreise）、21个乡村县（Landkreise）。
- 城市县：马格德堡
- 乡村县：Burg、Gardelegen、Genthin、Halberstadt、Haldensleben、Havelberg、Kalbe、Klötze、Loburg、Oschersleben、Osterburg、Salzwedel、Schönebeck、Seehausen、Staßfurt、Stendal、Tangerhütte、Wanzleben、Wernigerode、Wolmirstedt、Zerbst